# Cesare Lievi
Cesare Lievi (Gargnano, 1952) è un regista teatrale, poeta e drammaturgo italiano.

## Biografia
Ha fatto parte della redazione della rivista di poesia Niebo, diretta da Milo De Angelis e ha tradotto poesie dal tedesco (attività che pratica tuttora). Con il fratello Daniele, scenografo, fondò nei primi anni ottanta il "Teatro dell'Acqua", nella città natale. Tra le messe in scena di quel periodo, particolare successo ebbe lo spettacolo tratto dal Barbablù di Georg Trakl, che nel 1984 fu presentato alla Biennale di Venezia.
L'anno successivo presentò a Francoforte La miniera di Falun di Hugo von Hofmannsthal, a cui seguirono negli anni successivi diverse regie in Austria e Germania tra cui Il ritorno a casa di Cristina di Hofmannsthal (1987), Sonata di fantasmi di August Strindberg (1988), Il nuovo inquilino di Eugène Ionesco (1988), Käthchen von Heilbronn di Heinrich von Kleist (1988), Enrico IV di Luigi Pirandello (1989), Il tempo e la stanza di Botho Strauß (1990), Il principe costante di Calderón de la Barca (2001), Erano tutti miei figli di Arthur Miller (2002). Nel 1996 è diventato direttore artistico del Teatro Stabile di Brescia.
Nel 1997 ha diretto Graziano Piazza in Dreck - Schifo, opera di Robert Schneider.
Nel campo operistico si deve ricordare la regia de "La clemenza di Tito" di W. A. Mozart  (Francoforte 1989), "Parsifal" di R. Wagner (spettacolo inaugurale della stagione scaligera 1991-92 con la direzione di Riccardo Muti), "La Cenerentola" di G. Rossini (Zurigo 1992), "Ariadne auf Naxos" di R. Strauss (Zurigo 1993), "Gesualdo" di A. Schnittke (Vienna 1995), "Siegfried" di R. Wagner (Teatro Bellini, Catania 2002), "i due Foscari" (dir. Muti, Milano, Scala 2009). Nel 2009 ha curato la regia di "Cenerentola" di G. Rossini al Metropolitan di New York; nel 2002 ha diretto Cecilia Bartoli in Nina, o sia La pazza per amore di Giovanni Paisiello e nel 2004 la stessa con Ruggero Raimondi ne Il turco in Italia di Gioachino Rossini una produzione dell'Opernhaus di Zurigo (questi ultimi due usciti anche in DVD).
È attualmente professore di Regia presso il Dipartimento di Storia dell'Arte, della Musica e dello Spettacolo dell'Università degli Studi di Milano.
Nel 2009 vince il Premio Ubu come miglior testo drammaturgico con La badante.
È stato nominato Sovraintendente e Direttore artistico per la Prosa del Teatro Nuovo Giovanni da Udine per gli anni 2010 e 2011.

## Opere
- Friedrich Hölderlin, La morte di Empedocle: seconda stesura, Riva del Garda: Tosadori, 1981 (introduzione e traduzione)
- Johann Wolfgang Goethe, Torquato Tasso, Venezia: Marsilio, 1988 (traduzione)
- Friedrich Hölderlin, La morte di Empedocle, Torino: Einaudi ("Gli struzzi" n. 392), 1990 (traduzione in collaborazione con Irene Perini Bianchi)
- "Parsifal": un appunto, in "La rivista illustrata del Museo teatrale alla Scala", IV, 13, inverno 1991-1992
- Stella di cenere 1986-1990, Venezia: Marsilio, 1994 (raccolta di poesie)
- Fratelli d'estate, Milano: Ricordi, 1995 (opera teatrale)
- Tra gli infiniti punti di un segmento e Variété: un monologo, Milano: Ricordi, 1995 (due opere teatrali)
- Federico García Lorca, Donna Rosita nubile, o Il linguaggio dei fiori, Modena: Emilia-Romagna Teatro, 1996 (traduzione)
- Festa d'anime, Milano: Ricordi, 1996 (opera teatrale)
- Altrove qui, Brescia: L'obliquo, 1998 (con Mariano Fuga)
- Il giorno delle parole degli altri, opera teatrale, 1999
- Milena Moneta intervista Cesare Lievi, regista, Gussago: Vannini, 2000
- Ardore infermo 1990-1999, Milano: Libri Scheiwiller, 2004 (raccolta di poesie)
- Poesie per il monte Baldo, Desenzano del Garda: il grillo lucente, 2005
- Nel tempo 2001-2004, Brescia: L'obliquo, 2008 (raccolta di poesie)
- Il vecchio e il cielo, introduzione di Peter Iden, Venezia: Marsilio, 2010
- Johann Wolfgang Goethe, Ifigenia in Tauride, Venezia: Marsilio, 2011 (traduzione)

## Premi e riconoscimenti
- Premio Ubu
  - 2007/2008: Nuovo testo italiano per La badante
- Premio Flaiano Sezione teatro[1]
  - 2009 - Premio alla regia per La badante